# Шигабутдинов, Альберт Кашафович
Альберт Кашафович Шигабутдинов (род. 12 ноября 1952) — генеральный директор ОАО «ТАИФ» (1995—2019). С 27 июня 2019 года — советник генерального директора АО «ТАИФ» по стратегическому развитию. Член Международной академии реальной экономики (2001). Заслуженный экономист РТ (2002).

## Биография
Родился в г. Первоуральск Свердловской области. Окончил Казанский авиационный институт по специальности «радиоэлектронные устройства» в 1976 году.
После окончания университета работал инженером СКБ-5 НИС (1976—1979).
С 1979 по 1983 гг. — заместитель директора совхоза «Нармонский».
С 1983 по 1986 гг. работал начальником орготдела и заместителем директора Бауманского райпищеторга г. Казань.
С 1986 по 1991 гг. работал главой базы МТС и заместителем генерального директора по строительству, снабжению и сбыту объединения «Татрыбхоз».
С 1991 по 1995 гг. — генеральный директор внешнеторгового НПО «Казань».
С 1995 г. — генеральный директор ОАО «ТАИФ».
С 2003 по 2006 гг. — председатель Наблюдательного совета ОАО «Казаньоргсинтез».
С 2006 по 2013 гг. — председатель совета директоров ОАО «Нижнекамскнефтехим».
В 2009 году избирался депутатом Государственного совета РТ четвёртого созыва.

## Семья
Сын Руслан Шигабутдинов с 1999 года работал референтом своего отца, с 2005 года стал заместителем гендиректора группы ТАИФ по корпоративному управлению собственностью и инвестициями; также возглавляет советы директоров входящих в ТАИФ предприятий ОАО «Казаньоргсинтез» и ОАО «Нижнекамскнефтехим». С 2019 года генеральный директор группы ТАИФ

## Санкции
2 ноября 2022 года, из-за вторжения России на Украину, включён в санкционный список Великобритании так как он «действует в стратегически важных областях, поддерживающих промышленную военную машину Путина». По аналогичному основанию, включён в санкционный список Украины и Новой Зеландии.

## Награды и звания
В 2002 году было присвоено почётное звание «Заслуженный экономист Республики Татарстан».
В 2005 году Альберт Шигабутдинов был награждён медалью «В память 1000-летия Казани».
В 2007 году Указом Президента Республики Татарстан был награждён медалью «За доблестный труд» за достойный вклад в социально-экономическое развитие Республики Татарстан, многолетний плодотворный труд .
В 2008 году был награждён Знаком «За содействие МВД России».
В 2009 году за большой вклад в области информатизации и связи был награждён Благодарственным письмом Кабинета Министров РТ, а также почётным знаком «Председатель Совета директоров Таттелеком 2005—2009 г.г.». Постановлением Правительства Российской Федерации присуждена премия Правительства РФ 2008 года в области науки и техники и присвоено звание «Лауреат премии правительства Российской Федерации в области науки и техники» .
В 2012 году стал лауреатом одиннадцатой международной премии «Персона года» в номинации «За успешную стратегию в бизнесе».
В 2013 году Приказом министра обороны Российской Федерации Сергея Шойгу был награждён медалью «За укрепление боевого содружества». В том же году Указом Президента РФ Владимира Путина был награждён Орденом Дружбы за достигнутые трудовые успехи и многолетнюю добросовестную работу.
В 2015 году Указом Президента Республики Татарстан за значительный вклад в социально-экономическое развитие республики и многолетнюю плодотворную работу награждён орденом «За заслуги перед Республикой Татарстан».
В 2017 году Указом Президента Республики Татарстан награждён орденом «Дуслык».
- Орден Славы и чести III степени (2021) — во внимание к помощи в строительстве Казанского собора г. Казани[4]

В 2023 году Указом Президента Российской Федерации награждён орденом Александра Невского.